# Курвил сир Ер
Курвил сир Ер (фр. Courville-sur-Eure) насеље је и општина у централној Француској у региону Центар (регион), у департману Ер и Лоар која припада префектури Шартр.
По подацима из 2011. године у општини је живело 2815 становника, а густина насељености је износила 252,92 становника/km². Општина се простире на површини од 11,13 km². Налази се на средњој надморској висини од 174 метара (максималној 194 m, а минималној 155 m).

## Демографија
| 1962. | 1968. | 1975. | 1982. | 1990. | 1999. | 2011. |
| ----- | ----- | ----- | ----- | ----- | ----- | ----- |
| 1.900 | 1.972 | 2.030 | 2.260 | 2.375 | 2.739 | 2.815 |

График промене броја становника у току последњих година